# Đêm giữa ban ngày
Đêm giữa ban ngày là tên cuốn hồi ký được nhà văn Vũ Thư Hiên viết sau 9 năm bị giam giữ do hệ lụy từ Vụ án Xét lại Chống Đảng. Đáng chú ý trong cuốn hồi ký là những lời tâm sự của tác giả về lý tưởng mà ông trước đó đã theo đuổi rồi sau đó từ bỏ.

## Đánh giá
Theo tạp chí Người dân số 169 cho rằng cuốn hồi ký Đêm giữa ban ngày có nhiều tình tiết mà Vũ Thư Hiên đã hư cấu để nâng cao uy tín của cá nhân cha con ông, hoặc hạ thấp uy tín những người có mâu thuẫn với gia đình ông, tác giả cuốn tạp chí đã nêu ra các nhận định sau:
- Trong "Đêm giữa ban ngày", Vũ Thư Hiên nói rằng ông quen và được kính nể bởi nhiều cán bộ cao cấp, tướng lãnh, các nhà văn tên tuổi. Nhưng chuyện này là vô lý vì lúc đó, Vũ Thư Hiên chỉ là một phóng viên trẻ khoảng 30 tuổi, không thể có chuyện các nhân vật cao cấp lại chia sẻ với ông nhiều câu chuyện "bí mật" mà ông viết trong cuốn hồi ký này. Việc nhắc đến các nhân vật quan trọng đó có thể là để nâng cao "uy tín" của các câu chuyện mà Vũ Thư Hiên tự kể trong cuốn hồi ký[1]
- Vũ Thư Hiên viết rằng ông đi xem bói, thầy bói bảo cha ông là người Tính ra thì thời Tây Tây bắt, thời Nhật Nhật bắt, đến đời ta cũng không yên. Con người sao mà khốn khổ thế! cương cường quá, thẳng thắn quá, nên mới bị tại vạ. Cự môn đắc địa gặp Hỏa tinh, Thất sát...". Trong tử vi, Cự môn không thể gặp Thất sát, nhân vật thầy bói của Vũ Thư Hiên nhiều khả năng là hư cấu[2]
- Trang 232 trong cuốn sách, Vũ Thư Hiên viết "Vào những năm này, những cựu tù nhân Sơn La kể lại, Lê Đức Thọ một hồi được Cousso lấy ra làm tạp dịch tại nhà y... Nhưng cả hai (Vũ Đình Huỳnh và Tướng Đặng Kim Giang) im lặng. Với một Lê Đức Thọ quyền sinh sát như thế, giữ im lặng là phải". Tuy nhiên, ở thời điểm năm 1960 (thời điểm mà Vũ Thư Hiên viết về câu chuyện này), thì Lê Đức Thọ mới chỉ là ủy viên trung ương, là phó của Lê Văn Lương (ủy viên dự khuyết bộ chính trị) về công tác tổ chức. Với chức vụ đó thì không thể có chuyện Lê Đức Thọ có "quyền sinh sát" như Vũ Thư Hiên viết được[2]
- Vũ Thư Hiên đã "tự thăng cấp" cho nhiều nhân vật bị bắt trong vụ án mà ông có dính líu để người đọc nghĩ vụ án đó thêm phần quan trọng. Chẳng hạn, Lê Liêm, Bùi Công Trừng.... chỉ là ủy viên dự khuyết trung ương thì Vũ Thư Hiên lại viết thành ủy viên trung ương chính thức. Nguyễn Minh Cần chỉ là phó chủ tịch Ủy ban hành chính thành phố Hà Nội, đã bỏ sang Liên Xô từ mấy năm trước thì được ông Hiên gán cho chức danh "Phó Bí thư thành ủy Hà Nội"[1]